# Frankito Lopes
Frankito Lopes, pseudônimo de Agílio Lopes da Silva (Piracanjuba, 26 de abril de 1939 — Goiânia, 27 de novembro de 2008), foi um cantor e compositor brasileiro de brega.

## Biografia
Frankito nasceu na Ilha do Bananal (na Mesorregião do Sul Goiano) descendente de uma tribo indígena tocantinense. Fez sua carreira na região Norte e Nordeste do Brasil, principalmente no estado brasileiro do Pará, a partir da década de 1970 com o slogan "O índio apaixonado". Seus discos foram lançados pela gravadora Gravasom. 
Morreu em novembro de 2008, vítima de infarto e cirrose hepática. Deixou uma filha e netos.

### Carreira
Participou do programa do Bolinha e teve a obra regravada pelos grandes nomes.
Fez parte de uma dupla sertaneja nos anos 60, Branquinho e Senin (Frankito Lopes).[carece de fontes?]
Sua obra inclui canções como “Fruto de um Romance” (que conta a historia de um pai que não pode revelar a identidade à filha ilegítima), “Quero Dormir em Teus Braços”, “Opala Vermelho” e “Parabéns pra Minha Dor”.

## Discografia
- 1981: álbum Quero Dormir em Teus Braços - LP - Gravasom
- 1982: álbum Parabéns Pra Minha Dor - LP - Gravasom
- 1983: álbum Caminhando Sozinho - LP - (Gravasom)[5]
- 1985: álbum Fruto de um Romance - LP - (Gravasom)[6]
- 1986: álbum Chorei - LP - (Gravasom)[7]
- 1987: álbum Explode Coração - LP - (Gravasom)[8]
- 1989 álbum Bar da Boemia - LP - (Gravasom)[9]
- 1990: álbum Minhas canções de amor - LP - (Gravasom)[10]
- 1991: álbum Vou Te Levar Na Tribo - LP - Gravasom
- 1992: álbum Os grandes sucessos de Frankito Lopes - LP - (Gravasom)[11]
- 1994: álbum álbum Cantando e Chorando - LP (Gravasom)[12]
- 2003: álbum Frankito Lopes - CD[3]
- 2005: álbum Grandes sucessos: Frankito Lopes, O índio apaixonado - CD[3]